# Amydraulax pulchra
Amydraulax pulchra är en stekelart som beskrevs av Joseph Augustine Cushman 1922. Amydraulax pulchra ingår i släktet Amydraulax och familjen brokparasitsteklar. Inga underarter finns listade i Catalogue of Life.